# Adelaida de Auxerre (1251-1290)
Adelaida de Auxerre (n. 1251–d. 1290) a fost contesă de Auxerre.
Adelaida era fiica mai mică a lui Odo de Burgundia cu contesa Matilda a II-a de Nevers. În 1262, la moartea mamei sale, ea a succedat în poziția de contesă de Auxerre. În 1268 s-a căsătorit cu contele Ioan, senior de Rochefort și fiul contelui Ioan de Chalon. Din această căsătorie a reuzltat un singur copil, Guillaume (d. 1304).